# Nyctosaurus
Nyctodactylus, Pteranodon (Nyctosaurus)
Genre
Synonymes
- †Pteranodon (Nyctosaurus)
- †Nyctodactylus Marsh, 1881

Espèces de rang inférieur
- †N. gracilis (Marsh, 1876)
- †N. nanus (Marsh, 1881)
- †N. lamegoi Price, 1953
- †N. bonneri Miller, 1972

Nyctosaurus est un genre fossile de ptérosaures (des reptiles volants). Il a vécu au Crétacé). Nyctosaurus est remarquable par l'extraordinaire crête qu'il porte sur le crâne. Quelques paléontologues émettent l'hypothèse que cette crête, qui ressemble à des énormes bois, a peut-être soutenu une peau utilisée pour le stabiliser en vol lorsqu'il pêchait du poisson. Ses fossiles n'ont été trouvés qu'en Amérique.

## Historique
Le genre Nyctosaurus est décrit en 1876 par le paléontologue américain Othniel Charles Marsh,.

### Fossiles
Selon Paleobiology Database en 2025, ce genre a dix collections référencées de fossiles. ces collections sont de l'Albien du Crétacé inférieur au Maastrichtien supérieur du Crétacé supérieur, c'est-à-dire datent de 109 à 66 Ma avant notre ère.

### Répartition
Ces collections viennt de trois pays, une collection du Brésil, une collection du Mexique et huit collections du Kansas aux États-Unis.

### Synonymes
Selon Paleobiology Database en 2025, ce genre a deux synonymes :
- †Pteranodon (Nyctosaurus)
- †Nyctodactylus Marsh, 1881[2]

### Famille
Selon Paleobiology Database en 2025, ce genre est classé en position basale des Pterodactyloidea, alors que ce genre est connu aussi comme le genre type de la famille des Nyctosauridae.

## Liste des espèces
Selon Paleobiology Database en 2025, ce genre a quatre espèces référencées :
- †N. gracilis (Marsh, 1876)
- †N. nanus (Marsh, 1881)
- †N. lamegoi Price, 1953
- †N. bonneri Miller, 1972[2]

## Découvertes et historique

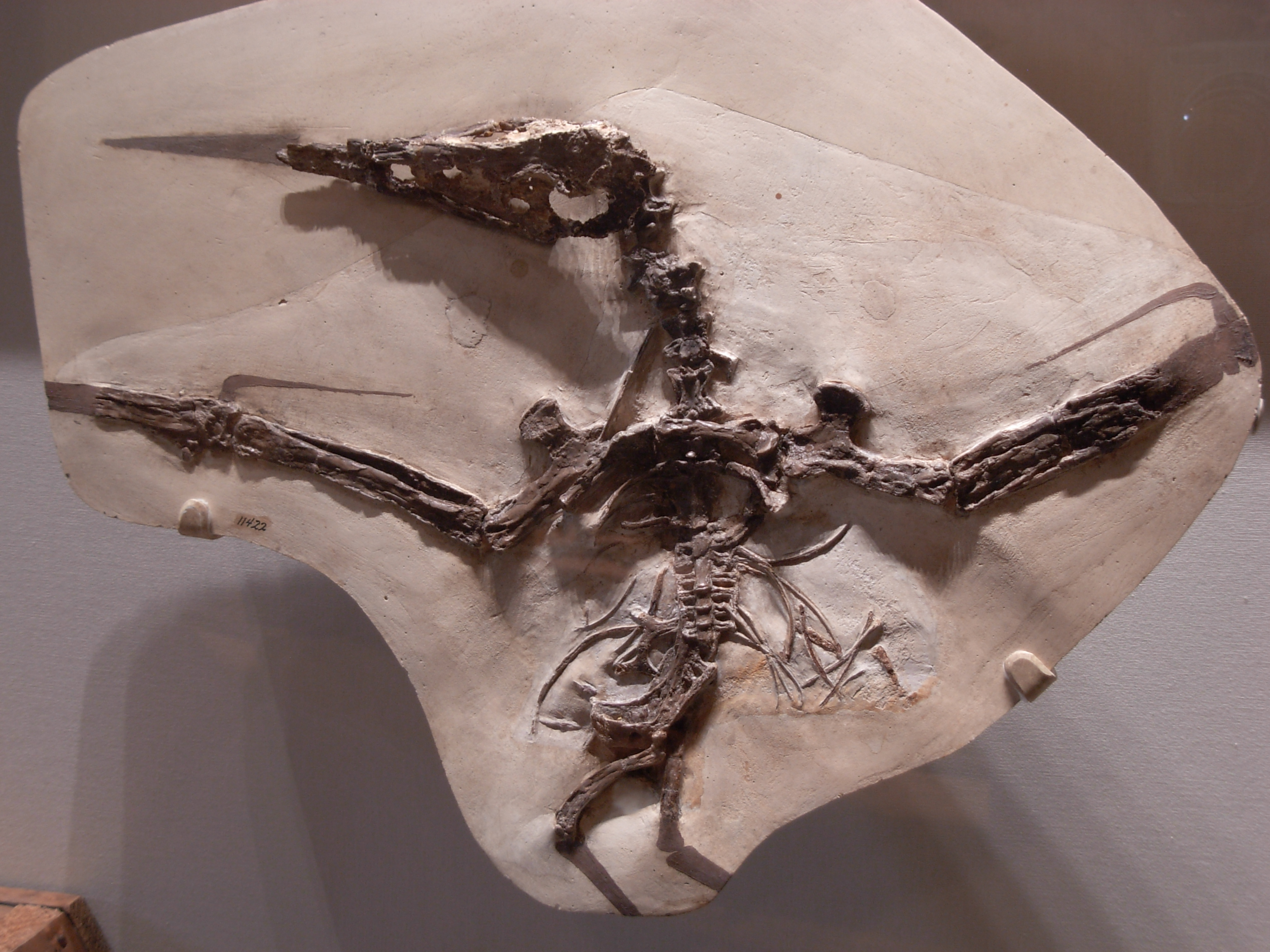
Fossile de Nyctosaurus gracilis au musée Carnegie d'histoire naturelle de Pittsburgh en Pennsylvanie.

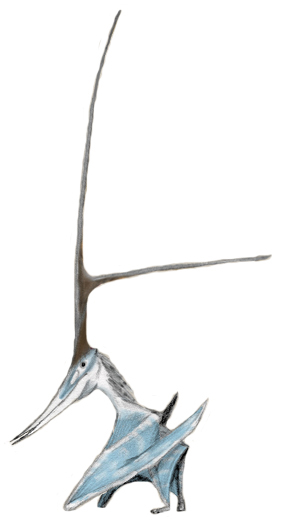
Vue d'artiste d'un Nyctosaurus à terre.

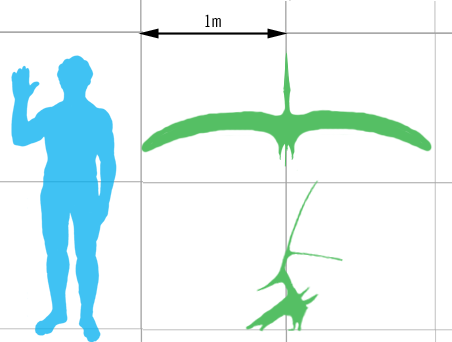
Taille d'un spécimen mature comparé à celle d'un humain.

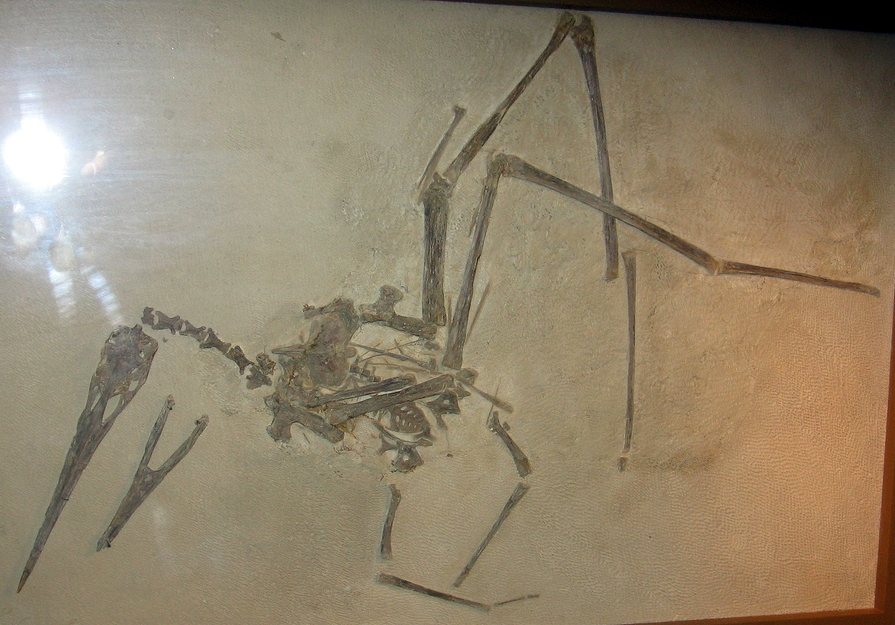
Fossile d'un N. gracilis juvénile au musée Field, référencé IL P. 25026

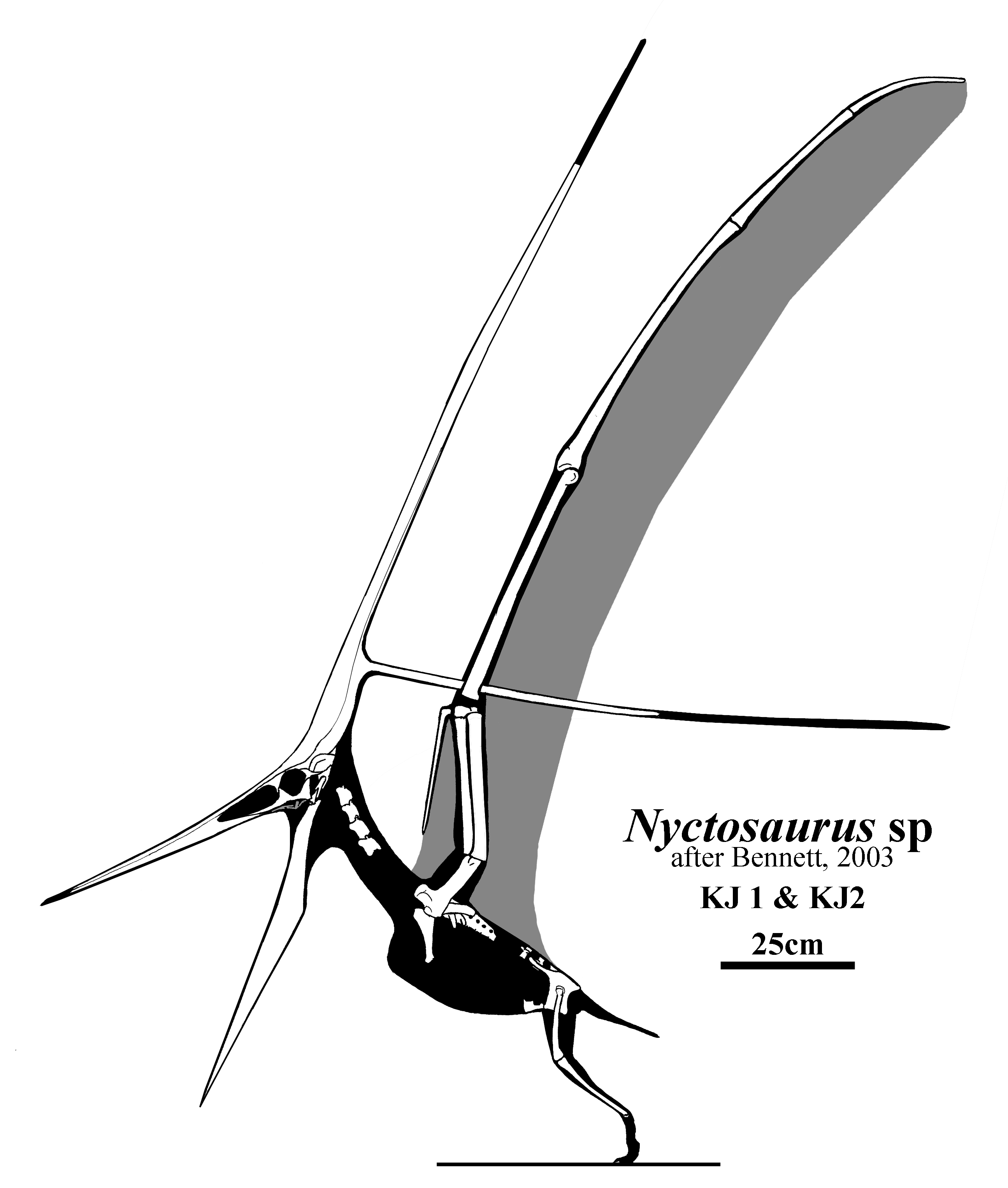
Silhouette d'un Nyctosaurus avec en blanc la position des os retrouvés.

Cependant, les restes d'une autre espèce ont été découverts au Brésil et décrits en 1953 sous le nom de « Nyctosaurus lamegoi » par Llewellyn Ivor Price. Son attribution au genre Nyctosaurus est fortement contestée,. 
Ses fossiles n'ont été trouvés qu'au Kansas près de la rivière Smoky Hill, dans le membre Smoky Hill Chalk de la formation géologique de Niobrara.
Les premiers fossiles de Nyctosaurus ont été décrits en 1876 par Othniel Charles Marsh, à partir d'un matériau fragmentaire, l'holotype YPM 1178, provenant du site de Smoky Hill River au Kansas. Marsh a attribué le spécimen à une espèce de son nouveau genre Pteranodon  sous le nom de Pteranodon gracilis. Plus tard la même année, Marsh a reclassifié l'espèce dans son propre genre, qu'il a nommé Nyctosaurus, ce qui signifie « lézard de nuit » ou « lézard chauve-souris », en référence à la structure de l'aile qui rappelle celle des chauves-souris. En 1881, Marsh a supposé, à tort, que ce nom était déjà utilisé, et l'a transformé en Nyctodactylus, qui est donc aujourd'hui un synonyme junior. En 1902, Samuel Wendell Williston décrit le squelette le plus complet connu à ce jour, référencé P 25026, découvert en 1901 par H. T. Martin. En 1903, Williston nomme une deuxième espèce, N. leptodactylus, considérée aujourd'hui comme identique à N. gracilis.
En 1953, Llewellyn Ivor Price a nommé un humérus partiel, DGM 238-R, trouvé au Brésil , N. lamegoi. Le nom spécifique honore le géologue Alberto Ribeiro Lamego. Cette espèce a une envergure estimée à quatre mètres, elle est généralement considérée comme une forme différente de Nyctosaurus, mais n'a pas encore reçu son propre nom de genre.    
En 1972, un nouveau squelette, FHSM VP-2148, découvert en 1962 par George Fryer Sternberg, fut baptisé N. bonneri. Aujourd'hui, il est généralement considéré comme identique à N. gracilis .  
En 1978, Gregory Brown prépara le squelette de Nyctosaurus le plus complet actuellement connu, UNSM 93000.
En 1984, Robert Milton Schoch renomme Pteranodon nanus (Marsh 1881), « le nain », Nyctosaurus nanus. La question de la validité de cette espèce est en attente d'une étude plus approfondie.  
Au début des années 2000, Kenneth Jenkins, d'Ellis, au Kansas, a recueilli deux spécimens de Nyctosaurus , qui ont été les premiers à démontrer de manière concluante que non seulement cette espèce était coiffée, mais que la crête chez les spécimens matures était particulièrement grande et élaborée. Les spécimens ont été achetés par un collectionneur privé à Austin, au Texas. Bien que appartenant à des particuliers plutôt qu’à une collection de musée, le paléontologue Chris Bennett a pu étudier les spécimens et leur a donné les numéros de référence KJ1 et KJ2 (pour Kenneth Jenkins). Bennett a publié une description des spécimens en 2003. Malgré des crêtes inhabituelles, il était impossible de distinguer les spécimens des autres spécimens de Nyctosaurus. Cependant, les espèces alors nommées étaient extrêmement similaires et Bennett a refusé de les attribuer à une nouvelle espèce en attendant une étude plus approfondie des différences, ou de l'absence de différences, entre les espèces de Nyctosaurus. 

## Description
Nyctosaurus ressemble à son contemporain, son proche parent Pteranodon. Ses ailes sont relativement longues, rappelant celles des oiseaux de mer.
Cependant, son envergure de 2 mètres, est modeste pour un membre de l'ordre des ptérosaures. Ses ailes sont toutefois proportionnellement grandes par rapport à la longueur de son corps, de l'ordre de 37 centimètres. Sa masse pouvait atteindre 1,9 kg.

### Crête
Certains spécimens fossiles ont préservé leur crête. Elle mesure dans son ensemble au moins 55 centimètres de hauteur chez les adultes âgés, une proportion considérable par rapport au reste du corps et de trois fois la longueur de la tête. La crête est composée de deux longs longerons cannelés, l’un dirigé vers le haut et l’autre vers l’arrière, reposant sur une base commune faisant saillie vers l’arrière sur la partie postérieure du crâne. Le segment pointant vers le haut mesure au moins 42 cm de long ; celui pointant vers l'arrière au moins 32 cm.

### Mâchoires
Les mâchoires de Nyctosaurus sont longues et extrêmement pointues. Les extrémités de la mâchoire sont fines et acérées, souvent cassées lors de la fossilisation, donnant l’apparence qu’une mâchoire est plus longue que l’autre, bien qu’elles aient probablement été de même longueur. 

### Doigts
Une autre caractéristique distinctive de Nyctosaurus est qu'il est le seul ptérosaure à avoir perdu ses « doigts » griffus, à l'exception d'une griffe sur le doigt qui porte l'aile. Certains scientifiques supposent qu'il a dû passer la majorité de son temps à voler et atterrissait rarement. Cette absence presque totale de griffes montre qu'il était incapable de grimper sur le flanc des falaises ou au tronc des arbres comme d'autres ptérosaures.

## Paléobiologie

### Vie de l'animal
Nyctosaurus, tout comme son parent Pteranodon, semble avoir grandi très rapidement après l'éclosion. Les spécimens entièrement adultes ne sont pas plus grands que certains spécimens immatures tels que celui référencé IL P. 25026 (photo ci-contre), ce qui indique que Nyctosaurus est passé de l'éclosion à la taille adulte (avec une envergure de 2 m ou plus) en moins d'un an. Certains spécimens sub-adultes ont été conservés avec leur crâne presque intact et ne présentent aucune trace de crête, indiquant que la crête ne commence à se développer qu'après la première année de vie. La crête continuait peut-être à devenir plus élaborée avec l'âge de l'animal, bien qu'aucune étude n'ait examiné l'âge des spécimens entièrement adultes et à crête large. Ils peuvent être âgés entre 5 et 10 ans au moment de leur mort.

### Fonction de la crête
Seuls cinq crânes de Nyctosaurus relativement complets ont été trouvés. Parmi ceux-ci, l'un est juvénile et ne possède pas de crête (spécimen référencé IL P. 25026), et deux sont plus matures et peuvent montrer des signes de crête mais sont trop mal conservés pour en être sûr (FHSM 2148 et CM 11422). Deux spécimens (KJ1 et KJ2) décrits en 2003 ont toutefois conservé une énorme crête à deux branches.  
Quelques scientifiques avaient initialement émis l’hypothèse que cette crête, qui ressemble à un énorme bois de cervidés, pourrait avoir supporté une « voile » de peau utilisée pour la stabilité en vol. Bien qu'il n'existe aucune preuve fossile d'une telle voile, des études ont montré qu'une fixation membraneuse à la crête osseuse aurait conféré des avantages aérodynamiques à l'animal.
Cependant, le paléontologue Christopher Bennett a plaidé contre la possibilité d’une extension de la membrane ou des tissus mous jusqu’à la crête. Bennett a noté que les bords de chaque branche étaient lisses et arrondis et ne montraient aucun signe de fixation des tissus mous. Il a également comparé Nyctosaurus aux tapéjaridés à grande crête, qui préservent les extensions des tissus mous soutenus par des griffes, et a montré que, chez ces espèces, les points d'attache étaient évidents, avec des bords déchiquetés où se produisait la transition des os aux tissus mous. Bennett a conclu que la crête était très probablement utilisée uniquement à des fins d'« exposition » (parade nuptiale et reconnaissance), citant des structures similaires chez les animaux modernes. 
L'étude réalisée en 2009 par Xing et ses collègues a testé l'aérodynamique de la crête géante avec une voile et sans voile. Ils n'ont pas observé de facteurs négatifs pour l'aérodynamisme de Nyctosaurus, donc l'absence de voile n'aurait pas handicapé le vol de l'animal. Bennett a également fait valoir que la crête n'était probablement pas liée à un dimorphisme sexuel, comme chez la plupart des ptérosaures à crête, y compris Pteranodon ; les deux sexes possèdent des crêtes et seule la taille et la forme de celle-ci diffèrent. Les spécimens de Nyctosaurus apparemment sans crête proviendraient donc probablement de sub-adultes.

### Vitesse aérienne
Sankar Chatterjee et R. J. Templin ont utilisé des estimations basées sur des spécimens complets de Nyctosaurus pour déterminer le poids et la surface totale de l'aile, ainsi que pour calculer la charge totale de l'aile. Ils ont également estimé la puissance de vol disponible totale sur la base de la musculature estimée. À l'aide de ces calculs, ils ont estimé la vitesse de croisière de Nyctosaurus gracilis à 9,6 mètres par seconde, soit 34,5 km/h.

## Paléoécologie
Tous les fossiles de Nyctosaurus connus proviennent de la craie de Smoky Hill au Kansas, un intervalle lithostratigrahique qui fait partie de la formation de Niobrara. Surtout, ils n'ont été découverts que dans une niveau peu épais caractérisé par l'abondance de fossiles d'ammonites appartenant à l'espèce Spinaptychus sternbergi. Ces dépôts de craie ont été mis en place lors d'une régression marine de la Voie maritime intérieure de l'Ouest qui a duré environ entre 85 et 84,5 millions d'années. Nyctosaurus était donc une espèce à l'existence relativement courte, contrairement à son proche parent Pteranodon, présent dans presque toutes les couches de Niobrara jusque dans la formation de Pierre Shale sus-jacente qui s'est déposée entre 84,5 et 80,5 millions d'années.  
L’écosystème préservé dans cette zone était unique par son abondance en vertébrés. Nyctosaurus partageait le ciel avec l'oiseau Ichthyornis et Pteranodon longiceps, bien que la deuxième espèce de Pteranodon de Niobrara, P. sternbergi (classée dans son propre genre Geosternbergia), ne soit pas présente. Dans les eaux de la voie maritime intérieure de l’Ouest, des mosasaures nageaient (Clidastes, Ectenosaurus et Tylosaurus), ainsi que l’oiseau plongeur incapable de voler Parahesperornis, et aussi une grande variété de poissons, notamment de l’espadon Protosphyraena, le prédateur Xiphactinus et du requin Cretolamna. 

## Nyctosaurusdans la culture populaire
- Nyctosaurus apparaît dans les épisodes 1 et 6 de la série TV Prehistoric Park.

### Publication originale
- [1876] (en) Othniel Charles Marsh, « Principal characters of American pterodactyls », American Journal of Science, vol. 3, no 12,‎ 1876, p. 479-480 (DOI 10.2475/ajs.s3-12.72.479).